# Mieke Mees
Maria (Mieke) Mees (Castricum, 22 december 1917 - Vught,17 augustus 1977) was een Nederlandse verzetsvrouw die betrokken was bij de Amsterdamse Studenten Groep.

## Verzetswerk
Mees was studente medicijnen in Amsterdam. Tijdens de Tweede Wereldoorlog sloot zij zich aan bij de Amsterdamse Studenten Groep, opgezet door Piet Meerburg. Deze verzetsgroep regelde onderduikadressen voor Joodse kinderen en werkte in eerste instantie samen met het Utrechts Kindercomité. Onder andere Mees bracht kinderen naar Utrecht, waar zij door het Utrechts Kindercomité naar onderduikadressen werden gebracht.
Later werd er ook samengewerkt met het verzet in Friesland en Noord-Limburg, waar onder andere Hanna van de Voort in Tienray kinderen liet onderduiken. Hanna van de Voort werd in augustus 1944 verraden en opgepakt door de Sicherheitsdienst (SD). Zij werd negen dagen gemarteld, zodat ze informatie zou geven over het verzet, maar liet niets los. De SD besliste daarna dat zij op transport gezet zou worden naar vrouwenkamp Ravensbrück. Toen Piet Meerburg op de hoogte werd gebracht van de arrestatie van Van de Voort, stuurde hij Mees naar Limburg. Zij wist in contact te komen met een officier van de SD en bemiddelde voor Van de Voort, waarna deze werd vrijgelaten.
Mees ontving in 1977 voor haar verzetswerk de eretitel Rechtvaardige onder de Volkeren van Yad Vashem.

## Persoonlijk
Ze  trouwde na de oorlog met Petrus Cornelis Maria Martinus (Pieter) Louwers.